# محمد بن عائض
محمد بن عائض بن مرعي اليزيدي أمير عسير وألمع والطور وقائد المنطقة الجنوبية ومحرك الأسطول الغربي، ومن أبرز الشخصيات السياسية العربية، وهو محرك الثورة في عسير المناهضة للأتراك، التي سحق فيها جميع الحملات العثمانية بكل شراسة وشجاعة في عدة معارك، الى ان تم تجهيز حملة كبيرة بقيادة رديف باشا اسطاعت دخول بلاد عسير بعد عدة معارك واستولى على السقا وانسحب محمد بن عائض الى بلدة الحفير واشتبك الطرفان لمدة أسبوع، ثم انسحب محمد بن عائض الى ريدة وحاصرها رديف باشا شهرين الى ان استسلم محمد بن عائض بعد قتال عنيف وصمود عنيد.

## حياته

### تولي الإمارة
تولّى محمد بن عائض الإمارة عام 1273 هـ وبعد وفاة والده عائض بن مرعي. خرج محمد بن حسن أمير أبو عريش عن طاعة آل عائض وأعلن العصيان فاتجه محمد بن عائض لأبو عريش وحاصرها حتى هرب محمد بن حسن متجهًا إلى بلاد يام فدخل محمد بن عائض مدينة أبو عريش ونصب عليها أميرًا من أهلها، في العام التالي خرج محمد بن عائض على رأس جيشه إلى بيشة ثم إلى بالقرن ومنها إلى بلاد زهران لإصلاح شؤون تلك المناطق وعيّن عبد الله بن علي على رأس سرية ترابط في الجهة الشمالية للإمارة لمدة سنة، وفي عام 1276 هـ أرسل محمد بن عائض مندوبين إلى مكة المكرمة للتفاوض مع شريف مكة وفي نفس العام غزا تثليث وادخل أهلها في طاعته، وفي عام 1280هـ غزا محمد بن عائض قبيلة الريث وما جاورها من القبائل في بلاد تهامه والقاطنين بوادي بيش لما حصل من تعدياتهم وانتصر عليهم، وفي العام الذي يليه استطاعت الحملة العثمانية أن تسيطر على جيزان والحديدة وهزمت قوات آل عائض في تلك المناطق، وفي سنة 1284 هـ خرجت قبائل رجال ألمع في ثورة ضد حكم آل عائض ثم التحقت بهم العديد من القبائل المجاورة لهم، وأرسل محمد بن عائض أخيه سعد بن عائض بحملة لتأديبهم وإرجاعهم في طاعته، واستطاع سعد بن عائض إرجاعهم لطاعة الأمير بعد حصار قائدهم محمد بن النعمي لعدة أيام في قصره.

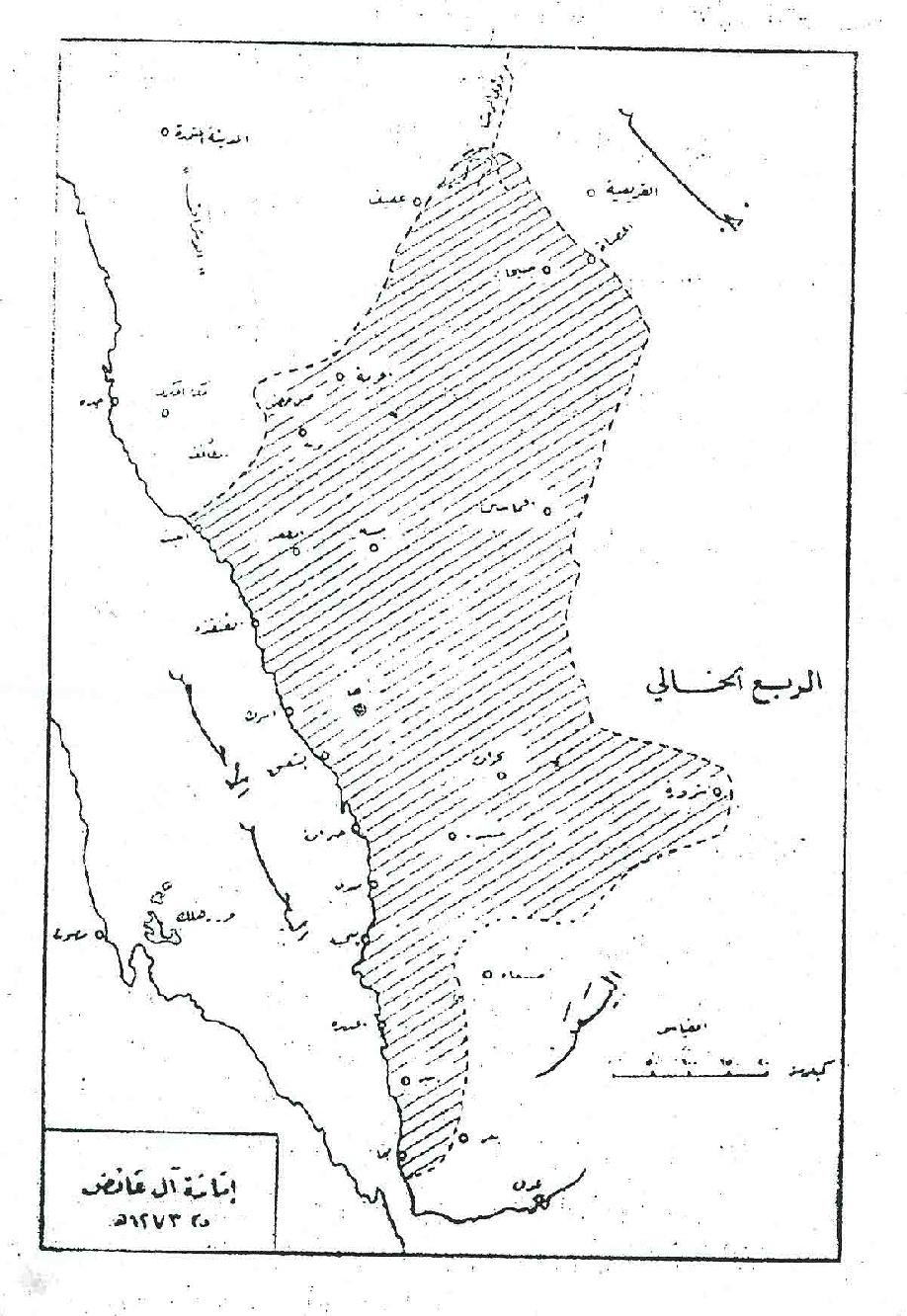
خارطة تبين حدود إمارة آل عائض

### محاولة طرد العثمانيين
في أواخر العام 1286هـ قرر محمد بن عائض طرد العثمانيين من المنطقة فجمع جيشه من جميع المناطق الخاضعة لحكمه، وفي الثالث عشر من رمضان من العام 1287 هـ استطاع محمد بن عائض دخول مدينة الحديدة بعد حصار لعدة أيام، ولكنه عاد منها إلى أبها بعد مفاوضات مع الحامية العثمانية، وفي نفس العام أرسلت الدولة العثمانية العديد من الحملات، انطلقت من صنعاء وجدة ومن جهة البحر الأحمر، استطاع محمد بن عائض الصمود في وجه العثمانيين في ميناء القنفذة وميناء وجيزان، وكانت جيوش إمارة آل عائض في تباله بقيادة أحمد بن ضبعان الزيداني وسالم بن محمد الخثعمي، ومن جهة الشمال كان ابن عقالة مرابطًا بجيشة للتصدي للحملة العثمانية القادمة من الطائف، ورغم كل هذه الحملات العثمانية استطاع محمد بن عائض التصدي لها وهزمت الدولة العثمانية في أكثر من موقع، وفي سنة 1289هـ جهّز العثمانيين حملة كبيرة بقيادة محمد رديف باشا وأحمد مختار باشا ودخلت من جهة القنفذة. استطاعت هذه الحملة هزيمة الحاميات العسيرية التي قد تم تجهيزها من قبل للتصدي للعثمانيين، وصلت الحملة العثمانية إلى عقبة دالج ثم إلى الملحة ثم إلى وادي العيص، وكانوا إذا نزلوا بمنطقة استقبلتهم الحاميات العسيرية إلا أن محمد رديف باشا استطاع هزيمتهم، استولى العثمانيين على السقا، وانسحب محمد بن عائض إلى بلدة الحفير، واستمر القتال بين الطرفين لمدة أسبوع كامل، وفي أثناء حصار القوات العثمانية لبلدة ريدة وبيت محمد بن عائض، وصل فرمان من السلطان العثماني آنذاك يعطي الأمان لمحمد بن عائض، وتفاوض محمد بن عائض مع محمد رديف باشا لكن لم يكن هناك نتيجة، طلب محمد رديف باشا أن يرسل محمد بن عائض بعض رجاله للمصالحة فوافق محمد بن عائض إلا أن محمد رديف باشا قام بسجن مندوبي محمد بن عائض، وحاصر محمد رديف باشا ريدة لمدة شهرين، فقرر محمد بن عائض الاستسلام ووافق على ذلك محمد رديف باشا، وفي عام 1289 هـ بعد استيلاء محمد رديف باشا على معظم مناطق الإمارة سجن العديد من أعيانها وقرر إرسالهم لإسطنبول، ثم عقد مجلس بين خليل باشا ومحمد بن عائض وحضر محمد رديف باشا فانقض عليه محمد بن عائض بجنبيته المسمومه وطعنه وسط رجاله وهاج المجلس وتم تصويب البنادق على محمد بن عائض واخيه سعد بن عائض وقُتلوا رغم الأمان الذي أعطاه السلطان العثماني وسقطت إمارة الإقليم أبها وضمها لدولة العثمانية.